# تخمير محاكى
طريقة التخمير المحاكى هي طريقة محاكاة رياضية مبدؤها مستمدّ من طريقة التخمير المستخدمة كإحدى طرق معالجة المعادن حرارياً. في طريقة المعالجة هذه تتناوب دورات التبريد البطيء وإعادة التسخين (التخمير) بحيث يتم الوصول إلى وضعية تكون فيها الطاقة أصغرية.

## مساوئ الطريقة
لكل طريقة محاكاة رياضية مساوئها. يمكننا القول هنا إن إحدى أهم عيوب هذه الطريقة هي اعتمادها على متغيرات عديدة مثل درجة الحرارة الابتدائية وقانون الخفض في هذه الدرجة (كيف ومتى وإلى أي حد) بالإضافة إلى المعيار المستخدم لإيقاف الحل. هذه المتغيرات هي تجريبية في أغلب الأحيان.

## تطبيقات الطريقة
حل مسألة البائع المتجول
تطبيقات إعادة التكوين العشوائي للصور والبنى المجهرية.